# Kent Kirk
Kent Kirk (født 26. august 1948) er en dansk tidligere politiker (Det Konservative Folkeparti) og minister.
Født i Esbjerg, søn af fiskeskipper Sand Kirk og husmoder Brynhild Kirk.
Kent Kirk var folketingsmedlem fra 10. januar 1984 til 10. marts 1998.
- Fiskeriminister i Regeringen Poul Schlüter III fra 5. oktober 1989 til 18. december 1990.
- Fiskeriminister i Regeringen Poul Schlüter IV fra 18. december 1990 til 24. januar 1993.

Kirk blev valgt til Europa-Parlamentet ved Europa-Parlamentsvalget 1979 og var medlem af parlamentet fra 17. juli 1979 til 23. juli 1984.
Ved valget til regionsrådet i 2005 i Region Syddanmark var Kent Kirk spidskandidat for de Konservative. Han var regionsrådsmedlem fra 1. januar 2006 til 31. december 2009, men genopstillede ikke ved regionsrådsvalget 2009.
Kirk er medstifter af Esvagt A/S.
Han blev i 1990 Kommandør af Dannebrogordenen.